# Ostalb járás
Ostalb járás egy járás Baden-Württembergben. Ostalb járás Donau-Ries, Ansbach, Schwäbisch Hall, Rems-Murr, Göppingen és Heidenheim járásokkal határos. Lakosainak száma 311 587 fő (2016. december 31.).

## Népesség
A járás népessége az elmúlt években az alábbi módon változott:
| Lakosok száma | 274 804 | 272 353 | 276 524 | 279 572 | 294 146 | 314 198 | 316 760 | 316 159 | 312 650 | 311 587 |
|               | 1973    | 1975    | 1985    | 1987    | 1990    | 2000    | 2005    | 2006    | 2015    | 2016    |